# The Hollywood years, volume 2
The Hollywood years, volume 2 is een studioalbum van Tangerine Dream. Net als deel 1 bevat het niet gebruikte filmmuziek, die in de loop van de jaren op de plank bleef liggen. Sommige tracks zijn echter al eens eerder op andere albums te horen geweest.
Het album werd opgenomen in de Dream Dice-box.

## Musici
- Edgar Froese, Jerome Froese – synthesizers, elektronica
- Vicki McClure – zang (15)

## Muziek
| Nr. | Titel                      | Duur |
| --- | -------------------------- | ---- |
| 1.  | South Camora               | 4:05 |
| 2.  | Velvet sun                 | 6:09 |
| 3.  | Midas touch                | 6:10 |
| 4.  | City monk                  | 4:28 |
| 5.  | Lava levin                 | 4:31 |
| 6.  | Cool ma bell               | 5:06 |
| 7.  | Dare to change             | 4:17 |
| 8.  | Hall of mirrors            | 3:46 |
| 9.  | Token from birdland        | 8:09 |
| 10. | In the distant shore       | 4:15 |
| 11. | 3rd Angels gate            | 2:57 |
| 12. | Silver moon lake           | 3:38 |
| 13. | Riding the Lizard overland | 3:42 |
| 14. | Walking with a Mandarin    | 7:24 |
| 15. | Rose of Babylon            | 5:04 |

Riding the Lizard overland was later terug te brengen als de muziek voor de film Red Heat uit 1986. De complete muziek is waarschijnlijk nog in het bezit van de band, maar nooit uitgebracht. Rose of babylon is een van de zeldzame tracks waarop gezongen wordt. Vicki McClure, die Reach out and touch zong bij de opening van de Olympische Zomerspelen 1988, zong Rose het in als “voorwoord” op een compleet album van McClure met TD, maar dat album is er nooit gekomen. McClure heeft nooit een professionele zangloopbaan gehad, ze was bediende in een supermarkt.
CD1: Ambient monkeys ·
CD2: Atlantic bridges ·
CD3: Atlantic walls ·
CD4: Dream encores ·
CD5: The dream mixes ·
CD6: Dream mixes volume 2 ·
CD7: The Hollywood years, volume 1 ·
CD8: The Hollywood years, volume 2 ·
CD9: Oasis ·
CD10: Quinoa ·
CD11: Tournado ·
CD12: Transsiberia ·
CD13: Ça va – ça marche – ça ira encore